# Диастема

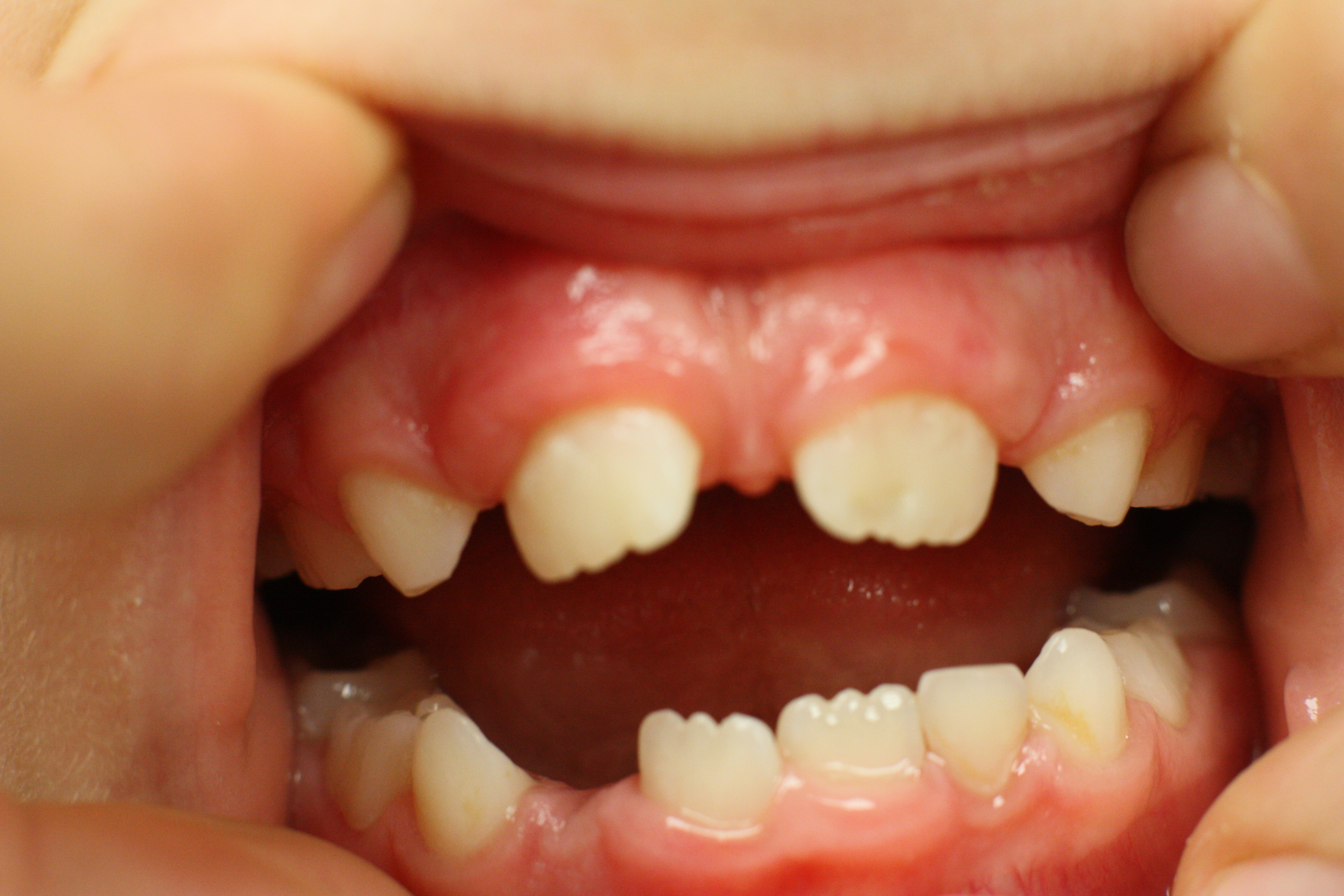
Диастема у человека

Диастема (от др.-греч. διάστημα — расстояние, промежуток, интервал), щербина, щербинка — непропорционально большой (по сравнению с обычным) промежуток, отделяющий два верхних центральных соседних более или менее расставленных зуба, чаще всего принадлежащих к разным типам.
Как правило, диастема возникает при редукции части зубов. У травоядных, как правило, клыки и часть предкоренных зубов редуцированы (значительно реже редуцированы резцы). У грызунов, лошадей и ряда других млекопитающих диастемы присутствуют в верхней и нижней челюсти, тогда как у жвачных только в нижней.
У хищников диастемы возникают без редукции — одна из них находится впереди верхнечелюстного клыка, а вторая — позади нижнечелюстного клыка. Диастемы позволяют хищникам прочно сомкнуть челюсти во время охоты, благодаря чему клыки образуют своеобразный биологический капкан из которого добыче вырваться намного сложнее.
Согласно Энциклопедическому словарю Брокгауза и Ефрона: «Присутствие диастемы между верхним крайним резцом и клыком, служащее для помещения нижнего клыка, характерно для антропоморфных обезьян, и её нет у человека».